# Hashire Melos!
En Japón: Hashire Melos!, en países de habla inglesa: Run Melos!, en Hispanoamérica: El héroe legendario, es el título de una película japonesa de anime de 1992 producida por la compañía Toei y de una duración de 107 minutos. Es un remake de la película Run Melos (sin signo de exclamación) de 1981. La película fue dirigida por Mazaaki Osumi, y es una adaptación de la obra literaria de Osamu Dazai "Hashire Melos", que a su vez es una versión libre de la leyenda griega de Damon y Fintias. 

## Argumento
Melos es un joven campesino del pueblo de Ítaca cerca de Mesina quien llega a la ciudad de Siracusa buscando artículos necesarios para llevar a cabo la boda de su hermana, uno de estos es una espada ceremonial, tras unos sucesos violentos, Melos conoce al viejo "Calipus" quien le enseña la ciudad comenzando por la plaza de ejecuciones, allí queda fascinado por la compasión que una joven llamada "Laiza" muestra por uno de los condenados a muerte, Melos la persigue hasta que es asaltado por una banda de niños, pero es ayudado por "Selinunteus" a quien también conocían como "Selinae", este invita a Melos a su casa y a embriagarse con él, allí Melos descubre que Selinae es en realidad el maestro escultor del palacio real y además el antiguo prometido de Laiza.
El viejo Calipus recomienda a Melos ir al palacio real para admirar el trabajo de Selinae, el cual ha dejado de esculpir desde hace años,
sin embargo al adentrarse demasiado en el palacio Melos es arrestado por la guadia real, el rey Dionisio II es considerado un tirano quien condena a muerte, por el simple cargo de sospecha de conspiración, es así que Melos es condenado a ser crucificado, debido a la espada que llevaba consigo, sin embargo este suplica que se le deje llevar a cabo la boda de su hermana, Dionisio acepta si es que Melos encuentra un rehén que se quede en su lugar hasta el día de la ejecución, a lo que solo Selinae responde que él será quien de su confianza a Melos, el plazo es dentro de tres días, así que Melos promete a Selinae que volverá tan pronto le sea posible, Dionisio encarga a Alexis, su mejor guerrero, que cuide que nadie ayude o detenga a Melos, Melos llega a su pueblo y arregla todo para que la boda de su hermana se realice el mismo día, ya que volverá muy temprano al día siguiente a Siracusa, mientras, Selinae decide retomar su labor de escultor en prisión y pide al rey este favor a lo que el rey accede, advirtiéndole que ni así detendrá la ejecución.
La reina Frine, esposa de Dionisio, envía a Gandalius para detener a Melos y dejar en alto los pensamientos del rey, Melos apresura su paso en medio de una tormenta, pero cae a un río y se desvía mucho del camino y queda inconsciente a la orilla, la reina propone a Selinae salvarlo a cambio de que Selinae se arrepienta de haber confiado en Melos, sin embargo Selinae lo rechaza, Melos despierta con la sorpresa de que Laiza y Calipus pretenden llevar a Melos a Siracusa, mientras explican como Selinae se convirtió en escultor y como casi muere en un accidente, lo que se sospecha es la causa por la que ha dejado de esculpir, Alexis detiene la marcha de los tres y explica que nadie debe ayudar a Melos en su regreso, Melos se ve obligado a detenerse por un tiempo, sin embargo tras una noche de contradicciones morales, Melos emprende su camino de vuelta a Siracusa, en la mañana del tercer día, Selinae muestra al rey su última escultura terminada, la cual representa a la confianza, y explica que dejó de esculpir al enterarse de que fue su padre quien pretendió matarlo en el accidente, al saber que posiblemente perdería su cargo de escultor real a causa del gran talento de Selinae, Melos se encuentra con Gandalius quien pretende matarlo, sin embargo Alexis lo ayuda y Melos termina herido tras el encuentro con Gandalius, sin embargo su convicción no le permite detenerse aun cuando puede perder la vida.
Laiza y Calipus logran deshacerse de Alexis, y ayudan a Melos para que cabalgue hacia Siracusa, sin embargo Laiza pierde las esperanzas respecto a ambos hombres y desaparece para siempre, Selinae está a punto de ser crucificado y le envía un mensaje a Melos para que detenga su viaje, pero Melos aprieta el paso al saber que Selinae aun cree en él, casi al final del día Selinae es cucificado y Melos llega demasiado tarde, sin embargo logra convencer al pueblo de Siracusa de lo contrario al quedar unos pocos minutos del día, Selinae es liberado y pide al pueblo que lo apoyen por la vida de Melos, a lo que el rey accede, sin embargo las barbaries cometidas por Dionisio le costaron el derrocamiento algún tiempo después, finalmente Melos y Selinae se encuentran colocando una escultura de Laiza al costado de un camino, como símbolo de lo acontecido y ambos se despiden y se retiran convencidos en que su amistad es para siempre y que finalmente vivirán en paz en sus respectivos hogares.

## Enlaces
- Hashire Melos (original) at the Anime News Network
- Hashire Melos! (remake) at the Anime News Network
- Hashire Melos at the Big Cartoon Database

- Datos: Q5232719